# Tango: Zero Hour
Albums de Ástor Piazzolla
El Exilio De Gardel
(1985) The New Tango. Invité : Gary Burton
(1987)
Tango: Zero Hour (Nuevo Tango: Hora Zero en espagnol) est un album de Ástor Piazzolla et son Quinteto Nuevo Tango (souvent appelé son deuxième quintette). Il est sorti en septembre 1986 sur le label American Clavé, et réédité sur Pangaea Records en 1988. Piazzolla considéré comme son plus grand album,,. Rolling Stone a commenté la réédition Pangea de l'album, comparant la fusion de la forme, de l'improvisation et de la dynamique de Piazzolla à la musique classique contemporaine, au jazz et au rock & roll, respectivement. Robert Christgau de The Village Voice a également commenté la fusion de Piazzolla entre musique classique et jazz.

## Pistes
Toutes les compositions sont écrites par Astor Piazzolla.
1. Tanguedia III – 4:39
2. Milonga del Ángel – 6:31
3. Concierto para quinteto – 9:06
4. Milonga loca – 3:09
5. Michelangelo '70 – 2:52
6. Contrabajissimo – 10:19
7. Mumuki – 9:33

## Musiciens
Voir source
- Ástor Piazzolla – bandonéon, arrangeur
- Hector Console – basse
- Horacio Malvicino – guitare
- Fernando Suárez Paz – violon
- Pablo Ziegler – piano

### Personnel technique
- Greg Calbi – Mastering
- Jon Fausty – Ingénieur du son, mixage
- Kip Hanrahan – Producteur, ingénieur du son
- Nancy Hanrahan – Producteur associé
- Scott Marcus –  Producteur exécutif
- Charles Reilly – Photographe
- Shawna Stobie – Assistant son et mixage